# Hugo van Rouen
Hugo van Rouen, ook wel Hugo van Champagne (ca. 690 – Jumièges, 8 april 730), is een heilige van de Rooms-Katholieke Kerk. Hij was onder andere abt van een drietal abdijen en bisschop van diverse Frankische bisdommen.

## Leven en werken
Hugo van Rouen was de tweede zoon van de dux (hertog) Drogo (?-708), de oudste halfbroer van Karel Martel en achter-achterkleinzoon van Arnulf van Metz. Zijn priesterwijding vond plaats tussen 713 en 715.
Hij werd na 719 bisschop van Lisieux, bisschop van Avranches, abt van de abdij van Fontenelle en van de abdij van Saint-Denis. Na 720 tot aan zijn dood in 730 was hij bisschop van Rouen en leidde tegelijkertijd de diocesen van Parijs en Bayeux, alsook de abdijen van Fontenelle en Jumièges.
In 715 wordt hij vermeld in een oorkonde naast zijn zusters, zijn oudere broer, dux Arnulf (?-na 723), en zijn twee jongere broers, Pepijn en Godfried, als sacerdos, priester. Kort daarop wordt hij vermeld als abt van Jumièges aan de onderloop van de Seine, en ten laatste na 719 als bisschop van Parijs, bisschop van Rouen en bisschop van Bayeux.
Hugo was tijdens de machtsovername door de Arnulfingen (de latere Karolingen) in het Frankische Rijk de enige, die van de kant van de Kerk bescherming genoot.
Hij stierf op 9 april 730 in de abdij te Jumièges op ongeveer veertigjarige leeftijd en werd daar ook begraven.
Toen vikingaanvallen de abdij bedreigden, werd zijn lichaam naar Haspres overgebracht, waar hij vanaf de 9e eeuw als heilige, met 9 april als zijn gedenkdag, werd vereerd. Zijn relikwieën werden ook te Jumièges vereerd, waarnaar ze op 19 maart van een onbekend jaar terug waren overgebracht.